# Леванда Іоанн
Іоа́нн Лева́нда (справжнє ім'я — Іва́н Сіка́чка; березень 1734, Київ — 26 червня [6 липня] 1814, Київ) — український священник і проповідник.

## Життєпис
Народився в сім'ї бідного чоботаря Василя Сікачки. Змалку близько зійшовся із сином о. Іоанна Леванди — священика Свято-Воскресенської церкви на Подолі. Жага до знань й видимі здібності зробили його улюбленцем о. Іоанна. Той влаштував його на свій кошт до Київської академії та надав йому своє прізвище — Леванда. В 1760 році закінчив Київську академію, протягом двох років був там викладачем у класі інфіми.
28 вересня 1763 висвячений київським митрополитом Арсенієм на священника Києво-Подільської Свято-Успенської соборної церкви, при якій прослужив понад 20 років.
Особливий авторитет як проповідник Іоан Леванда набув під час епідемії чуми у серпні 1770, що скосила майже третину мешканців Подолу, отримавши популярність відсутністю страху перед хворими, яких особисто наставляв і втішав. його проповіді розходилися в численних списках. У своїх листах до мирян він напучував останніх терпляче миритися з недосконалістю світу, тому що «світ для нас у нові форми не переллють». В 1786 був призначений найпершим протоіреєм відновленого кафедрального Софійського собору. Катерина II нагородила його кабінетним хрестом, усипаним діамантами, на червоній стрічці, Павло І — митрою, Олександр І — орденом Святої Анни 2-го (1806) та 1-го ст. (1810).
У 1796 Леванді була доручена місія інспекції благочиння в церквах регіону, що анексувала Російська імперія за підсумками поділу Речі Посполитої, та «настанови тамтешнього священства на їх посадах». 1797 імператор Павло I під час відвідування Києва зустрівся з Левандою та оцінив його талант проповідника. 7 жовтня 1798 Леванда був нагороджений митрою нарівні з членами Священного синоду з числа білого духовенства. В 1801 був присутній на коронації імператора Олександра І і читав промову перед імператрицею Марією Федорівною
У 1806 імператор Олександр нагородив Леванду орденом Святої Анни 2-го ступеня, а 1810 — орденом Святої Анни 1-го ступеня. У 1804 з ним познайомився Київський митрополит Платон, який відвідував Київ, після повернення до Москви відправив йому подарунок у супроводі люб'язного листа.
Незважаючи на втішні знаки уваги з боку найясніших осіб і вищих церковних ієрархів, матеріальне становище Леванди з часу призначення кафедральним протоієреєм залишалося досить важким: 400 рублів сріблом на рік штатної платні при майже повній відсутності додаткових доходів протоієрею, обтяженому великим сімейством (вісім дітей до 1778) для повноцінного життя не вистачало. У лютому 1807 року Леванда звернувся до імператора Олександра I з проханням про пенсію, але натомість 1809 отримав одноразову допомогу у вигляді 1000 рублів сріблом.
9 липня 1811 його будинок згорів під час великої пожежі в Києві, і цілий тиждень він жив просто неба «на Оболоні» і шість тижнів у саду та городі свого знайомого під Кириловськом. При цьому він знаходив у собі сили підтримувати інших погорільців як пастир. Після цього Леванда важко захворів, а 1812 померла його дружина Євфимія. 25 квітня того ж року в Санкт-Петербурзі помер його син, статський радник Олександр, який «залишив сиріт обох статей купу». Іоанн Леванда прожив після цього ще два роки, але це було «повільне згасання, що зрідка переривалося спалахами патріотизму» у зв'язку з Французько-російською війною (1812). Ці патріотичні почуття, що хвилювали Леванду, виражені в листах до різних осіб.
Іоан Леванда помер 25 червня 1814 у віці 80 років, похований 27 червня в Благовіщенському боці Софійського собору. Леванда став єдиним представником білого духовенства, похованим у Софійському соборі. Інші київські митрополити, поховані в цьому храмі, були ченцями. Після його смерті не залишилося жодного статку, і його доньці Марії була надана пенсія у 600 рублів на рік; майже єдине майно, що залишилося після Леванди, — бібліотека, що включала близько 600 томів, — була придбана для Київської духовної академії.

## Видання та оцінки
Протоієрей Леванда, який отримав від сучасників прозвання «Київського Золотоуста», не прагнув публікації своїх проповідей і виступів, і за його життя було надруковано лише невелику їх частину; у той самий час рукописні списки його повчань, нерідко з автографів, робилися часто. Збереглися записи понад 200 проповідей Леванди, але Володимир Боцяновський в Енциклопедичному словнику Брокгауза та Єфрона оцінює кількість сказаних проповідей як удвічі більшу. Цілі рукописні збірки проповідей Леванди були поширені у великій кількості ще за життя автора і були навіть у імператора Олександра I та князя О. М. Голіцина. З одного з таких списків слова та промови Леванди були вперше надруковані Д. В. Похорським у 1821 у трьох частинах. Це видання включало не всі відомі виступи Леванди (у тому числі були втрачені навіть деякі промови, надруковані раніше в «Сині батьківщини»), і рясніло друкарськими помилками і спотвореннями, але більш повний і точний варіант виданий так і не був. Окремі невидані проповіді протоієрея були опубліковані у «Християнському читанні» за 1832 рік та у «Київських єпархіальних відомостях» за 1863 та 1864 рік. Ще кілька були розміщені разом із написаною професорами Ф. Терновським та С. Голубєвим біографією Леванди у «Працях Київської духовної академії» за 1878 рік. У жовтневому номері цього журналу було опубліковано 8 слів та 15 промов Леванди, а також критичний огляд його проповідей. У цьому двох наступних випусках журналу було розміщено 474 листи Леванди.
Вже наприкінці XIX століття, незважаючи на репутацію проповідника, дослідники ставили питання, чому проповіді Леванди були настільки відомі і популярні. За оцінкою Володимира Боцяновського, «написані вони досить оригінальною, витонченою мовою, рясніють ефектними риторичними місцями, але за змістом не мають нічого особливого». Питання громадського життя Леванда у своїх проповідях ніколи не зачіпав. Періоди царювання Катерини II, Павла I та Олександра I у його проповідях присутні, але відображені слабко, богословської вченості, на думку критиків, у них також не спостерігається. Причиною його успіху було, можливо, щире натхнення, з яким він їх вимовляв. На початку своєї кар'єри Леванда, за спогадами сучасників, любив у традиціях польської школи наповнювати свої проповіді анекдотами, розповідями про звірів і птахів, але згодом почав вдягати їх у легку, живу форму. Леванда, для характеру якого був далекий чернечий аскетизм, вчив не так поривати зв'язки зі світом, як миритися з його недосконалостями, терпляче переносити всякі негаразди, «жити, як набіжить», бо «світла для нас у нові форми не переллють».

## Пам'ять
Особисто був знайомий з Григорієм Сковородою, Опанасом Лобисевичем, Василем Капністом, Опанасом Шафонським. Тарас Шевченко у повісті «Близнецы» зобразив Леванду разом із Григорієм Сковородою як шкільних приятелів одного з персонажів твору — Федора Сокири, дещо іронічно назвав його «знаменитим київським витією».
Його часто відвідував Гаврило Державін, який «завжди повертався від нього з особливим задоволенням». Саме з листів Леванди до друзів та знайомих, а також з тексту «Подорожі в Південну Росію» Володимира Ізмайлова нині можна робити висновки про його характер та особистість. Моральна особистість протоієрея Леванди відома багато в чому завдяки його листам до друзів та знайомих, а також одного з листів Ізмайлова. У 1872 один із біографів Леванди писав: «…слава його та любов до нього ще живі між жителями Києва. Рідкісне сімейство не має портрета Леванди і рідко хто із захопленням не згадує про славного проповідника». Один портрет Леванди висів в урочистій залі Київської академії, інший — у церковно-археологічному музеї тієї ж академії. До XXI століття збереглися лише два відомі мальовничі портрети Іоанна Леванди — обидва пензлі невідомих художників. Ці портрети входили до експозиції виставки «Київський златоуст Іоан Леванда», організованої у 2014 з нагоди 200-річчя його смерті.
У 1869 вулиця Гейсовська у Печерську на честь Іоанна Леванди перейменована на Левандовську Часть официальная (О наименовании некоторых улиц и площадей в Киеве). [Архівовано 5 жовтня 2021 у Wayback Machine.] Киевлянин (14 августа 1869). У 1940 вона була перейменована на вулицю Анищенка) на честь працівника заводу «Арсенал», але у грудні 2014 їй було повернено історичну назву
Автор численних «слів», повчань та листів. Похований у Софіївському соборі.
Нащадки видатного священика живуть і досі в Києві, Литві та Швеції.